# أنونس ديراكت
أنونس ديراكت (بالفرنسية: Annonces Direct)‏ و تعني الإعلانات المباشرة هي أسبوعية جزائرية تصدر باللغة الفرنسية . متخصصة في إعلانات الدعاية الموجهة للعقارات والسيارات والعمالة و التدريب والفرص و المبيعات والإيجار و غيرها.

## وصلات خارجية
- معلومات عن أسبوعية أنونس ديراكت من موقع بوابة الصحافة الجزائرية.
- الموقع الرسمي لأسبوعية أنونس ديراكت